# National (Versicherung)

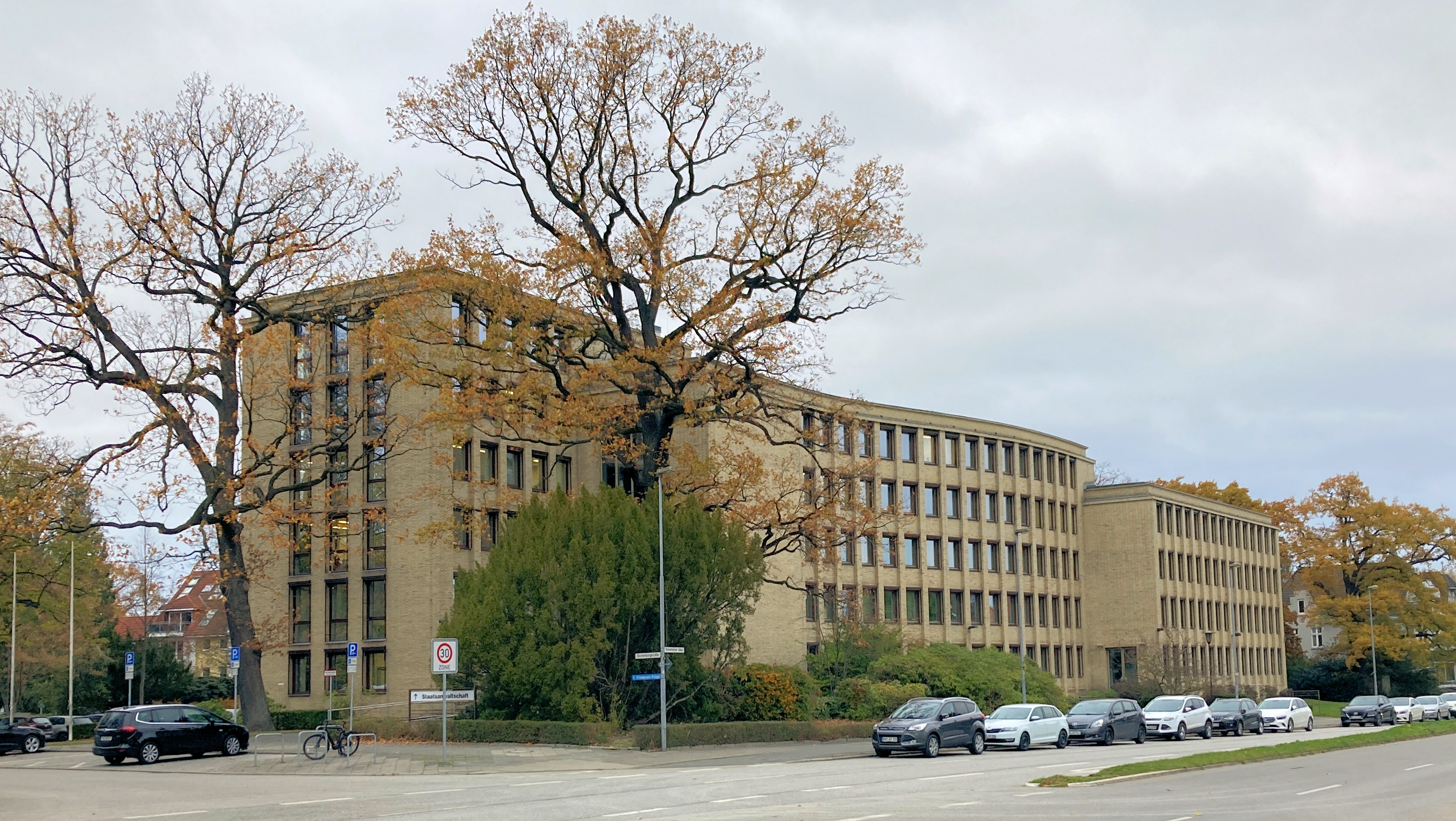
Ehemaliger National-Hauptsitz in Lübeck, erbaut 1952/53

Die National war eine deutsche Versicherungsgruppe mit Sitz in Stettin. Nach dem Zweiten Weltkrieg verlegte das 1846 gegründete Unternehmen seinen Sitz nach Lübeck, ehe es 1969 auf die später in der AXA aufgegangenen Colonia verschmolzen wurde.

## Geschichte und Hintergrund

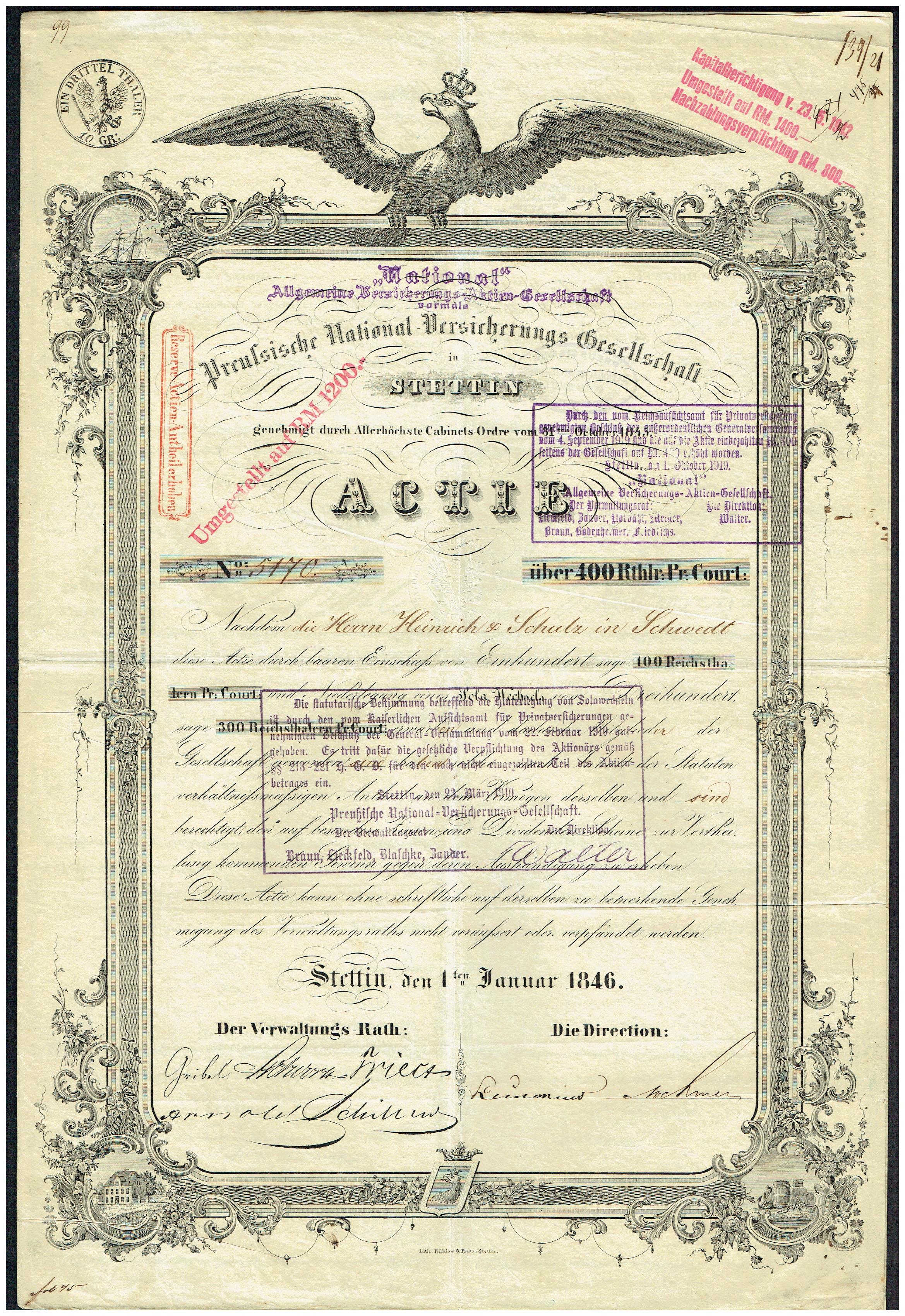
Namensaktie der Preußischen National-Versicherungs-Gesellschaft von 1846

Die Preußische National-Versicherungs-Gesellschaft wurde im April 1845 mit Wirkung zum 1. Januar 1846 von Stettiner Kaufleuten gegründet und war damit der erste privatwirtschaftliche Versicherer Pommerns. 1879 gründete das Unternehmen die Stettiner Rückversicherungs-AG als Rückversicherungstochter. Nach dem Ende des Ersten Weltkriegs firmierte die Gesellschaft 1919 in National Allgemeine Versicherungs-AG um, fünf Jahre später kam mit der National Lebensversicherungs-AG ein Lebensversicherungsunternehmen als weitere Tochter hinzu. 1930 wurde mit der Colonia-Versicherung eine Interessengemeinschaft im Rückversicherungsbereich geschlossen, bei der eine Überkreuzbeteiligung vereinbart wurde.
Nachdem die Gesellschaft vor Ende des Zweiten Weltkrieges ihren Hauptsitz am Roßmarkt in Stettin hatte, siedelte sie nach Kriegsende 1946 unter dem Vorstandsvorsitzenden Bruno Stieringer nach Lübeck um. 1947 übernahm Werner Plath den Vorsitz des Unternehmens, der zeitweise als Vorsitzender des Gesamtverbandes der Deutschen Versicherungswirtschaft das Unternehmen bis zur Verschmelzung mit der Colonia Kölnische Versicherung zur Colonia National Versicherung leitete, die auf den Hauptversammlungen im Sommer 1969 beschlossen wurden. 1970 folgte eine weitere Konzentration, bei der unter Einbezug der in Köln ansässigen Schlesischen Feuerversicherung und der Gladbacher Feuerversicherung zwei weitere Tochterunternehmen auf die Colonia National Versicherung sowie die unter Leitung von Erich Carus zeitgleich die Lebensversicherungstochter unter Einbezug der Gladbacher Lebensversicherung auf die Concordia Lebensversicherung verschmolzen wurde. 1971 erfolgte die Umbenennung aller Gesellschaften in Colonia Versicherung bzw. Colonia Lebensversicherung. 1997 ging die Colonia-Gruppe im AXA-Colonia-Konzern auf, 2001 wurde der Namensteil „Colonia“ im Zuge einer Umbenennung gestrichen.

### Gebäude
In Lübeck erhielt die National 1952/53 einen neuen Hauptsitz. Der repräsentative Gebäudekomplex an der Travemünder Allee besteht aus drei Baukörpern, erstellt nach einem Entwurf des Lübecker Architekten K.A. Müller-Scherz. Der Bau, der heute von der Staatsanwaltschaft Lübeck genutzt wird, steht unter Denkmalschutz, der sich auf das Äußere und Innere des bestehenden Gebäudekomplexes bezieht. Er umfasst im Inneren neben der bauzeitlichen wandfesten Ausstattung die beweglichen Ausstattungsgegenstände dieser Zeit.